# Anna Deavere Smith
Pour les articles homonymes, voir Anna Smith et Smith.
Anna Deavere Smith, née le 18 septembre 1950 à Baltimore (Maryland), une actrice, une dramaturge, une professeure et une critique culturelle américaine, qui s'est notamment intéressée aux questions raciales. Elle a vécu dans son enfance à Baltimore l'évolution de cette ville (déclin de l'industrie lourde, départ des classes moyennes blanches, paupérisation de plusieurs quartiers), et la ségrégation puis l'intégration de la communauté afro-américaine. Actrice de cinéma, elle devient dramaturge.  Elle est lauréate du prix Dorothy et Lillian Gish en 2013, elle reçoit en 2015 le titre honorique de conférencière Jefferson en sciences humaines par la fondation nationale pour les sciences humaines, puis en 2016,elle se voit attribuer une bourse Guggenheim pour les arts du théâtre. Elle est enfin la directrice fondatrice de l'Institute on the Arts and Civic Dialogue à l'université de New York.

## Biographie
Anna Deavere Smith est née en 1950, dans une famille afro-américaine de Baltimore, dans le Maryland, fille d'Anna Rosalind (née Young), directrice d'une école primaire, et de Deaver Young Smith Jr, marchand de café,. Elle étudie la linguistique au Beaver College (devenue Arcadia University près de Philadelphie, où elle obtient une licence en 1971 puis se rend à San Francisco pour étudier l'art dramatique à l'American Conservatory Theatre, où elle obtient un Master of Fine Arts en 1977. 
L'année suivante, en 1978-1979, elle enseigne l'art dramatique à l'université Carnegie-Mellon de Pittsburgh, y explorant des méthodes pour permettre aux acteurs de créer des personnages en étudiant des personnes réelles engagées dans de vraies conversations. Elle est en parallèle actrice au théâtre, pour la télévision, et surtout pour le cinéma,  puis, dans les années 1990, se fait connaître par des performances en solo sur scène, dans des spectacles qu'elle écrit,. Ainsi, elle écrit et joue Fires in the Mirror : Crown Heights, Brooklyn and Other Identities en 1992, qui raconte l'histoire des tensions raciales qui ont secoué le quartier de Crown Heights à Brooklyn à la suite d'un incident survenu en 1991, au cours duquel la voiture d'un juif hassidique heurte et tue un enfant afro-américain. Mme Smith conçoit la pièce à partir de ses propres entretiens et y interprète de nombreux personnages différents,. En 1993, son spectacle suivant, Twilight : Los Angeles, 1992, est une exploration similaire de la violence raciale et est consacré au drame qui cause la mort de Rodney King, un afro-américain arrêté par la police,. L'acquittement des quatre policiers blancs accusés d'avoir battu Rodney King a provoqué des émeutes. En 2000, Anna Deavere Smith rejoint la faculté de la Tisch School of the Arts de l'université de New York. En 2008, elle crée une nouvelle pièce de théâtre solo, Let Me Down Easy, qui explore la résilience et la vulnérabilité du corps humain. Elle y interprète plus de 20 personnages qui s'expriment sur des sujets d'actualité tels que le génocide en Inde.

## Filmographie

### Cinéma
- 1982 : Soup for One de Jonathan Kaufer : Deborah
- 1983 : Touched de John Flynn : une opératrice
- 1987 : Unfinished Business de Viveca Lindfors : Anna
- 1993 : Président d'un jour (Dave) de Ivan Reitman : Mme Travis
- 1993 : Philadelphia de Jonathan Demme : Anthea Burton
- 1995 : Le Président et Miss Wade (The American President) de Rob Reiner : Robin McCall (VF : Elisabeth Wiener)
- 2000 : Twilight: Los Angeles de Marc Levin
- 2003 : La Couleur du mensonge (The Human Stain) de Robert Benton : Mme Silk
- 2004 : Un crime dans la tête (The Manchurian Candidate) de Jonathan Demme : une experte politique
- 2005 : Cry Wolf de Jeff Wadlow : Headmaster Tinsley
- 2005 : Rent de Chris Columbus : Mme Jefferson
- 2007 : Le Royaume (The Kingdom) de Peter Berg : Maricella Canavesio
- 2008 : Rachel se marie (Rachel Getting Married) de Jonathan Demme : Carol
- 2023 : Ghosted de Dexter Fletcher : Claudia Yates

### Télévision

#### Séries télévisées
- 1983 : La Force du destin : Hazel
- 1993 : American Playhouse : Révérend Al Sharpton / Angela Davis / rôles divers
- 1997 : The American Experience : la narratrice
- 2000 - 2006 : À la Maison-Blanche : Nancy McNally (Conseillère du Président pour la sécurité nationale)
- 2000 : The Practice : Bobby Donnell et Associés : Kate Brunner
- 2001 : Tribunal central : Ms. Davis
- 2001 : Life 360
- 2002 : Hôpital San Francisco (Presidio Med) : Docteur Letty Jordan
- 2005 : Numb3rs : la supérieure de Don
- 2009-2015 : Nurse Jackie : Mme Gloria Akalitus (chef du personnel)
- 2015 : Black-ish : Alicia
- 2015 : Madam Secretary : Mary Campbell
- 2016 : New York, unité spéciale (saison 17, épisode 14) : gardienne Lucille Fenton
- 2018 : For the People : Tina Krissman
- 2022 : Inventing Anna : Maud Lewis

#### Téléfilms
- 2003 : Expert Witness
- 2007 : Life Support : Lucille
- 2013 : The Surgeon General : la vice-présidente